# Gadsden Peaks
Die Gadsden Peaks sind eine 8 km lange und über 2500 m hohe Gebirgskette im ostantarktischen Viktorialand. In der Lyttelton Range der Admiralitätsbergen erstrecken sie sich 8 km westsüdwestlich des Lange Peak in nordöstlicher Richtung. 
Der United States Geological Survey kartierte sie anhand eigener Vermessungen und Luftaufnahmen der United States Navy aus den Jahren von 1960 bis 1963. Das Advisory Committee on Antarctic Names benannte sie 1969 nach dem Strahlenforscher Michael Gadsden, der zwischen 1965 und 1966 sowie von 1967 bis 1968 auf der McMurdo-Station tätig war.